# 沙米恩圖體育會
沙米恩圖體育會（Club Atlético Sarmiento），一般稱為沙米恩圖，是阿根廷的一支足球會，現時於阿甲作賽。他們在阿根廷聯賽擴充後從阿乙升班。

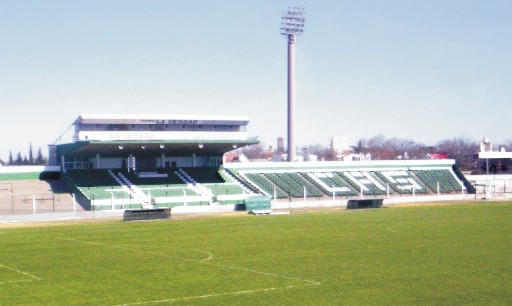
Junín Estadio

他們於1911年成立並於1952年與AFA結盟，在今季之前只曾於1981和82兩季踢阿甲。球隊於1981年排13名，翌季排包尾而降班。